# Helga und die Nordlichter
Helga und die Nordlichter è una serie televisiva  tedesca ideata da Helga Feddersen e trasmessa nel 1984 dall'emittente ZDF.  Protagonista, nel ruolo di Helga Boysens, è la stessa Helga Feddersen; altri interpreti principali sono Gerda Gmelin, Ernst Fritz Fürbringer e Evelyn Hamann.
La serie consta di una sola stagione, composta da 13 episodi della durata di 25 minuti ciascuno. Il primo episodio, intitolato Heiße Ware für Kenner venne trasmesso in prima visione il 14 aprile 1984; l'ultimo, intitolato Herr Schütze räumt auf, venne trasmesso in prima visione il 14 luglio 1984.

## Trama
Christl e Hans-Daniel Boysens sono una coppia che gestisce una libreria a Husum, nel nord della Germania, e la cui vita tranquilla è minata dagli strani (e, spesso, fuori luogo) comportamenti della figlia Helga.
Quest'ultima, il cui principale interlocutore è un pappagallo, il "Signor Schulze" , ad esempio, non esita a esibirsi in uno spogliarello nella vetrina del negozio.

## Personaggi e interpreti
- Helga Boysens, interpretata da Helga Feddersen[2][3][4]
- Christi Boysens, interpretata da Gerda Gmelin: è la madre di Helga.[2][3][4]
- Hans-Daniel Boysens, interpretato da Ernst Fritz Fürbringer: è il padre di Helga.[2][3][4]

## Episodi
| Stagione       | Puntate | Prima TV Germania Ovest | Prima TV Italia |
| -------------- | ------- | ----------------------- | --------------- |
| Prima stagione | 13      | 1984                    | inedito         |

## Distribuzione
La serie veniva trasmessa ogni sabato alle 18:20.
La serie fu riproposta da ZDF-Kultur nel settembre 2012, a 28 anni di distanza dalla messa in onda in prima visione.